# Vietnam Rose
Vietnam Rose é uma telenovela filipina produzida e exibida pela ABS-CBN, cuja transmissão ocorreu em 2005.

## Elenco
- Ms.Maricel Soriano - Carina Mojica dela Cerna
- John Estrada - Alexander dela Cerna
- Jay Manalo - Le Dinh Hien Hoang
- Jim Pebangco - Armando Custodio
- Rosa Rosal - Editha dela Cerna
- Chanda Romero - Vida Mojica